# Zdzisław Kroplewski
Zdzisław Kroplewski (ur. 17 grudnia 1955 w Człuchowie) – polski ksiądz katolicki, prałat i kapelan honorowy papieża, doktor habilitowany nauk humanistycznych w zakresie psychologii, profesor zwyczajny Uniwersytetu Szczecińskiego, kapłan diecezji koszalińsko-kołobrzeskiej. W latach 2003–2012 dziekan Wydziału Teologicznego Uniwersytetu Szczecińskiego.

## Życiorys
W latach 1974–1980 odbył studia filozoficzno-teologiczne w Wyższym Seminarium Duchownym w Gościkowie-Paradyżu. Święcenia kapłańskie otrzymał 18 maja 1980 z rąk biskupa Ignacego Jeża. Objął obowiązki wikariusza w parafii Mariackiej w Białogardzie (do 1982), następnie studia w zakresie psychologii na KUL w Lublinie (1982–1986) zakończone licencjatem. W 1990 obronił doktorat z nauk humanistycznych – psychologii – na KUL, 2002 habilitacja na Uniwersytecie Opolskim z nauk teologicznych w zakresie teologii fundamentalnej, na podstawie rozprawy Racjonalność rozumowania religijnego: model poznawczy oraz dotychczasowego dorobku naukowego.
W latach 1993–2003 piastował funkcję rektora WSD Koszalin. W latach 1999–2003 był adiunktem na Wydziale Teologicznym Uniwersytetu im. Adama Mickiewicza w Poznaniu. W 2004 został powołany na stanowisko dziekana założyciela Wydziału Teologicznego US, w tym samym roku mianowany profesorem nadzwyczajnym Uniwersytetu Szczecińskiego.
Wykładowca szkoły formatorów seminaryjnych, członek rady programowej pisma „Pastores”, wykładowca psychologii oraz psychologii mediów na Politechnice Koszalińskiej.
Pełni następujące funkcje:
- członek Rady Programowej kwartalnika „Pastores”
- członek Rady Naukowej serii Studia i Rozprawy Wydziału Teologicznego Uniwersytetu Szczecińskiego
- członek Rady Naukowej czasopisma naukowego Studia Paradyskie
- członek Komisji ds. formacji ciągłej duchowieństwa diecezji koszalińsko-kołobrzeskiej

## Publikacje książkowe
- Sztuka rozmawiania. Poradnik dla księży, Kraków 2004.
- Racjonalność rozumowania religijnego. Model poznawczy, Poznań 2002.
- Nauczycielu – gdzie mieszkasz? Seminarium w dobie nowej ewangelizacji, Warszawa, 2001.
- Powołani do wolności. Formacja do kapłaństwa i życia zakonnego, Kraków 1998.
- Ty jesteś kapłanem na wieki, pod red. ks. Zdzisława Kroplewskiego i ks. Andrzeja Offmańskiego, Szczecin 2006.